# Max Barry
Max Barry (n. 18 martie 1973) este un scriitor australian, blogger și creatorul jocului online Nation States.
În 2011 va apărea prima ecranizare după unul dintre romanele sale, Syrup.

### Romane
- Syrup (1999), ISBN 0-14-029187-3
- Jennifer Government (2003), ISBN 1-4000-3092-7
- Company (2006), ISBN 0-385-51439-5
- Machine Man (2011), ISBN 0-307-47689-8
- Lexicon (2013), ISBN 1-594-20538-8 [6]

### Nuvele
- "Attack of the Supermodels" (Atacul supermodelelor, 2001)
- "A Shade Less Perfect" (O umbră imperfectă, 2005)
- "Springtide" (2007)
- "How I Met My Daughter" (Cum am cunoscut-o pe fiica vostră, 2007)
- "I Should Buy Some Cement" (2008)

### Eseuri
- "Succeeding In Business Through Marketing Fads" (2000)
- "Things Critics Do That Piss Me Off" (Lucruri pe care le fac criticii și care mă enervează pe mine, 2002)
- "Why Copyright Is Doomed" ((De ce drepturile de autor sunt pe ducă, 2002)
- "Australia gets closer" (2014)